# Atoyac de Álvarez (kommun)
Atoyac de Álvarez är en kommun i Mexiko.   Den ligger i delstaten Guerrero, i den södra delen av landet, 270 km sydväst om huvudstaden Mexico City. Antalet invånare är 61 316. Arean är 1 638 kvadratkilometer.
Terrängen i Atoyac de Álvarez är varierad.
Följande samhällen finns i Atoyac de Álvarez:
- Atoyac de Álvarez
- El Ticui
- Zacualpan
- Río Santiago
- La Y Griega
- San Andrés de la Cruz
- El Quemado
- El Ciruelar
- Colonia Buenos Aires
- Colonia Cuauhtémoc
- San Juan de las Flores
- Colonia 2 de Diciembre de 1974
- Colonia Central
- Colonia Vicente Guerrero
- Colonia el Mirador
- Colonia Olímpica
- Quinto Patio
- El Humo
- Cerro Prieto de los Blancos
- Colonia Miranda Fonseca
- San Martín de las Flores
- El Huicón
- Ixtla
- Río del Bálsamo
- El Salto
- La Vainilla
- Colonia la Laja
- Las Salinas
- Boca de Arroyo
- La Zuzuca
- Las Trincheras
- La Quebradora
- Colonia Lázaro Cárdenas
- Río Verde
- Unidad Habitacional Número 27 KI
- El Nanchal
- Junta de los Ríos
- Plan de los Molinos
- El Achotal
- Poza Honda